# 藤井亮太
藤井 亮太（ふじい りょうた、1988年9月30日 - ）は、兵庫県加古川市出身の元プロ野球選手（内野手、外野手、捕手）。

## 経歴

### プロ入り前
小学校1年から野球を始め、中学校時代は軟式野球部で遊撃手を務めた。
兵庫県立高砂南高等学校進学後に捕手へ転向。3年夏の県大会ではベスト16入り。当時の同級生に将棋棋士の稲葉陽がいる。
東海大学海洋学部に進学後、3年春の大学選手権に出場し、5番・捕手としてベスト8入りを果たす。捕手でのベストナインが3度、3年春にMVP、4年秋に首位打者を獲得。
シティライト岡山入社後は、1年目春から公式戦に出場。都市対抗予選で結果を残し、1年目から三塁手での岡山県と中国地区のベストナインに輝く。2年目には正捕手の座につき、日本選手権予選で初の代表決定戦進出に貢献した。
2013年のドラフト会議で東京ヤクルトスワローズから6位指名を受け、入団。背番号は51。

### ヤクルト時代
ルーキーイヤーの2014年は、二軍スタートだったが、35試合に出場し、打率.361、本塁打2、打点18と好成績を挙げ、5月26日に一軍登録。5月28日にプロ初出場。一軍では、代打や途中出場でチャンスを与えられるが、結果を残すことができなかった。二軍では、打率.282、本塁打2、打点24と、まずまずの成績を残した。
2017年は正三塁手である川端慎吾の故障により、出場機会が激増した。5月11日のヤクルト対広島東洋カープ9回戦では「2番・三塁」で先発出場。4回裏二死一、三塁の場面で広島の先発・福井優也から勝ち越しとなる適時打を放つと、続く5回表無死一塁からバントを試みた福井の打球を三塁から猛チャージして好捕。安打で出塁していた會澤翼も塁に戻れず併殺を完成させるなど攻守に渡る活躍を見せ、山田哲人と共にプロ入り初のお立ち台に上がり、「忍者のような動き」と評された。6月18日のヤクルト対北海道日本ハムファイターズ2回戦（セ・パ交流戦）でも、6回一死一塁から中島卓也のライナーに飛びついて三直とし併殺に、9回では横尾俊建の折れたバットをよけながら飛球を好捕するという妙技をみせた。
2018年は飛躍を期待されたが、監督が真中満から小川淳司に変わり三塁手のポジションが復帰した川端を軸に述べ11人が起用される大激戦区となった結果、僅か38試合（先発では10試合）の出場に終わった。
2019年は前年以上に一軍に呼ばれる機会がなく、成績も自己ワーストを記録。二軍ではチームトップの121試合に出場し三塁、一塁、遊撃、外野とユーティリティに起用されたが捕手としては出場は無かった。
2020年11月11日、球団より戦力外通告を受ける。現役続行を希望し、12月7日の12球団合同トライアウトに参加した。

### プロ退団後
12月26日、プロ入り前にプレーしていたシティライト岡山に復帰することが分かり、藤井は「自分に戻る場を与えてくれた社長、監督には本当に感謝しています」と関係者への謝辞を述べた。復帰後はコーチを兼任する。
2021年12月31日、自身のInstagramにて現役引退することを発表した。

## 選手としての特徴・人物
50メートル5秒8の俊足と遠投120メートルの強肩が売りの捕手（2018年から内野手登録）。三塁や外野もこなせるがフライの追い方など課題も多い。身体能力が高く、捕手に限らず内・外野もこなせるユーティリティプレイヤー。
目が悪く、野球をするときは度の入ったサングラスを着けている。

## 詳細情報

### 年度別打撃成績
| 年 度    | 球 団    | 試 合 | 打 席 | 打 数 | 得 点 | 安 打 | 二 塁 打 | 三 塁 打 | 本 塁 打 | 塁 打 | 打 点 | 盗 塁 | 盗 塁 死 | 犠 打 | 犠 飛 | 四 球 | 敬 遠 | 死 球 | 三 振 | 併 殺 打 | 打 率 | 出 塁 率 | 長 打 率 | O P S |
| -------- | -------- | ----- | ----- | ----- | ----- | ----- | -------- | -------- | -------- | ----- | ----- | ----- | -------- | ----- | ----- | ----- | ----- | ----- | ----- | -------- | ----- | -------- | -------- | ----- |
| 2014     | ヤクルト | 7     | 7     | 6     | 0     | 0     | 0        | 0        | 0        | 0     | 0     | 0     | 1        | 0     | 0     | 1     | 0     | 0     | 3     | 0        | .000  | .143     | .000     | .143  |
| 2015     | ヤクルト | 13    | 38    | 34    | 5     | 6     | 1        | 0        | 0        | 7     | 2     | 0     | 1        | 2     | 0     | 2     | 0     | 0     | 13    | 1        | .176  | .222     | .206     | .428  |
| 2016     | ヤクルト | 12    | 20    | 20    | 2     | 4     | 1        | 0        | 0        | 5     | 0     | 0     | 0        | 0     | 0     | 0     | 0     | 0     | 8     | 0        | .200  | .200     | .250     | .450  |
| 2017     | ヤクルト | 97    | 309   | 292   | 20    | 75    | 3        | 0        | 2        | 84    | 12    | 5     | 3        | 6     | 1     | 9     | 0     | 1     | 56    | 6        | .257  | .281     | .288     | .568  |
| 2018     | ヤクルト | 38    | 59    | 51    | 10    | 14    | 2        | 0        | 0        | 16    | 4     | 1     | 3        | 2     | 0     | 5     | 0     | 1     | 12    | 0        | .275  | .351     | .314     | .665  |
| 2019     | ヤクルト | 6     | 17    | 13    | 1     | 1     | 0        | 0        | 0        | 1     | 0     | 1     | 0        | 1     | 0     | 3     | 0     | 0     | 3     | 0        | .077  | .250     | .077     | .327  |
| 2020     | ヤクルト | 10    | 20    | 18    | 1     | 5     | 0        | 0        | 0        | 5     | 0     | 0     | 0        | 1     | 0     | 1     | 0     | 0     | 3     | 0        | .278  | .316     | .278     | .594  |
| NPB：7年 | NPB：7年 | 183   | 470   | 434   | 39    | 105   | 7        | 0        | 2        | 118   | 18    | 7     | 8        | 12    | 1     | 21    | 0     | 2     | 98    | 7        | .242  | .279     | .272     | .551  |

- 2020年度シーズン終了時

### 年度別守備成績
| 年 度 | 球 団    | 捕手  | 捕手  | 捕手  | 捕手  | 捕手  | 捕手     | 捕手  | 捕手     | 捕手     | 捕手     | 捕手     | 三塁  | 三塁  | 三塁  | 三塁  | 三塁  | 三塁     | 外野  | 外野  | 外野  | 外野  | 外野  | 外野     |
| 年 度 | 球 団    | 試 合 | 刺 殺 | 補 殺 | 失 策 | 併 殺 | 守 備 率 | 捕 逸 | 企 図 数 | 許 盗 塁 | 盗 塁 刺 | 阻 止 率 | 試 合 | 刺 殺 | 補 殺 | 失 策 | 併 殺 | 守 備 率 | 試 合 | 刺 殺 | 補 殺 | 失 策 | 併 殺 | 守 備 率 |
| ----- | -------- | ----- | ----- | ----- | ----- | ----- | -------- | ----- | -------- | -------- | -------- | -------- | ----- | ----- | ----- | ----- | ----- | -------- | ----- | ----- | ----- | ----- | ----- | -------- |
| 2014  | ヤクルト | 2     | 10    | 0     | 0     | 0     | 1.000    | 0     | 0        | 0        | 0        | ----     | -     | -     | -     | -     | -     | -        | 1     | 0     | 0     | 0     | 0     | ----     |
| 2015  | ヤクルト | 1     | 3     | 0     | 0     | 0     | 1.000    | 0     | 0        | 0        | 0        | ----     | -     | -     | -     | -     | -     | -        | 11    | 16    | 0     | 2     | 0     | .889     |
| 2016  | ヤクルト | -     | -     | -     | -     | -     | -        | -     | -        | -        | -        | -        | 3     | 1     | 5     | 1     | 1     | .857     | 2     | 4     | 0     | 0     | 0     | 1.000    |
| 2017  | ヤクルト | -     | -     | -     | -     | -     | -        | -     | -        | -        | -        | -        | 90    | 61    | 141   | 14    | 13    | .935     | 4     | 1     | 1     | 0     | 0     | 1.000    |
| 2018  | ヤクルト | -     | -     | -     | -     | -     | -        | -     | -        | -        | -        | -        | 33    | 15    | 28    | 4     | 0     | .915     | -     | -     | -     | -     | -     | -        |
| 2019  | ヤクルト | -     | -     | -     | -     | -     | -        | -     | -        | -        | -        | -        | 4     | 1     | 3     | 0     | 0     | 1.000    | 1     | 0     | 0     | 0     | 0     | ----     |
| 2020  | ヤクルト | -     | -     | -     | -     | -     | -        | -     | -        | -        | -        | -        | 4     | 0     | 2     | 0     | 0     | 1.000    | 2     | 0     | 0     | 0     | 0     | ----     |
| 通算  | 通算     | 3     | 13    | 0     | 0     | 0     | 1.000    | 0     | 0        | 0        | 0        | ----     | 134   | 78    | 179   | 19    | 14    | .931     | 21    | 21    | 1     | 2     | 0     | .917     |

- 2020年度シーズン終了時
- 各年度の太字はリーグ最高

### 記録
- 初出場：2014年5月28日、対北海道日本ハムファイターズ1回戦（明治神宮野球場）、11回裏にウラディミール・バレンティンの代走で出場
- 初打席：同上、12回裏に藤岡好明から投手ゴロ
- 初先発出場：2015年5月24日、対広島東洋カープ11回戦（MAZDA Zoom-Zoom スタジアム広島）、2番・中堅手で先発出場
- 初安打・初打点：同上、4回表に福井優也から投手内野適時打
- 初本塁打：2017年6月7日、対福岡ソフトバンクホークス2回戦（福岡 ヤフオク!ドーム）、5回表に石川柊太から右越ソロ
- 初盗塁：2017年6月11日、対千葉ロッテマリーンズ3回戦（ZOZOマリンスタジアム）、3回表に二盗（投手：佐々木千隼、捕手：田村龍弘）

### 背番号
- 51 （2014年 - 2018年）
- 0 （2019年 - 2020年）

### 登場曲
- 「Braveheart」Neon Jungle（2014年）
- 「R.Y.U.S.E.I.」三代目J Soul Brothers（2015年 - 2016年）
- 「MASAYUME CHASING」BoA（2017年 - ）※2017年は奇数打席、2018年以降は第4打席
- 「I need your love」Beverly（2017年 - ）※2017年は偶数打席、2018年以降は第3打席
- 「TOKYO通信 ～Urbs Communication～」SOUL'd OUT（2018年 - ）※第1打席
- 「ギリラブ」 predia （2018年 - ）※第2打席